# Katelijnevest

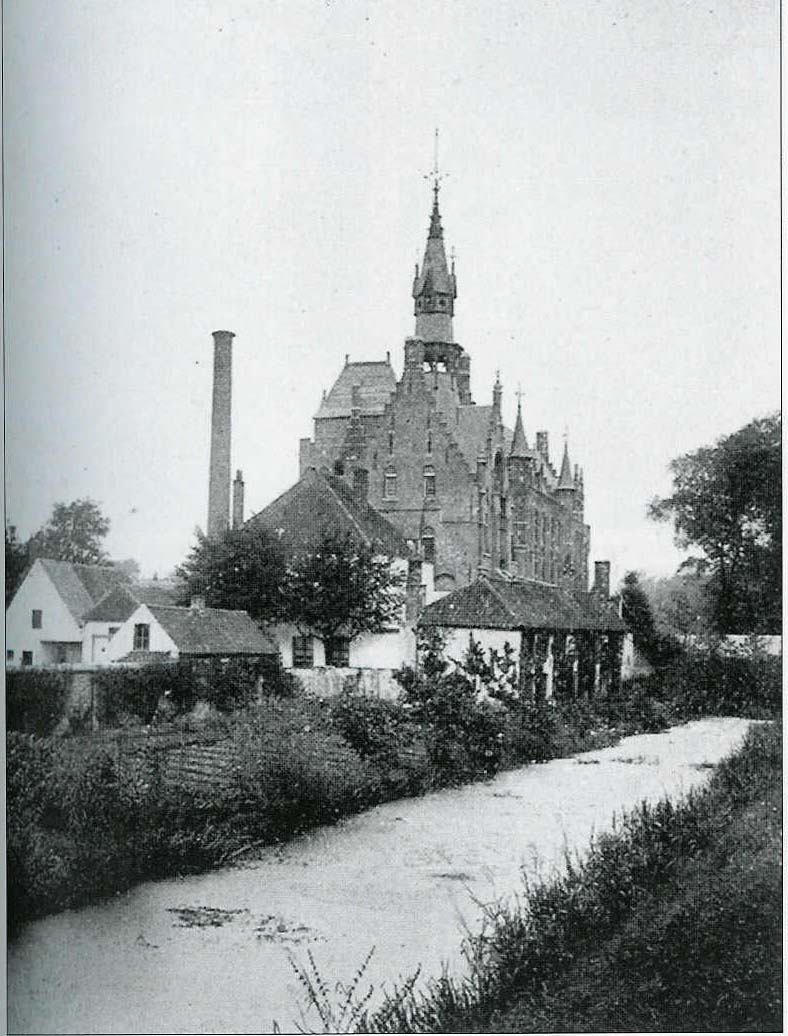
De nu verdwenen gebouwen van Brouwerij Du Lac aan de Katelijnevest.

De Katelijnevest is een promenade en een straat in Brugge, onderdeel van de tweede middeleeuwse omwallingsgracht.

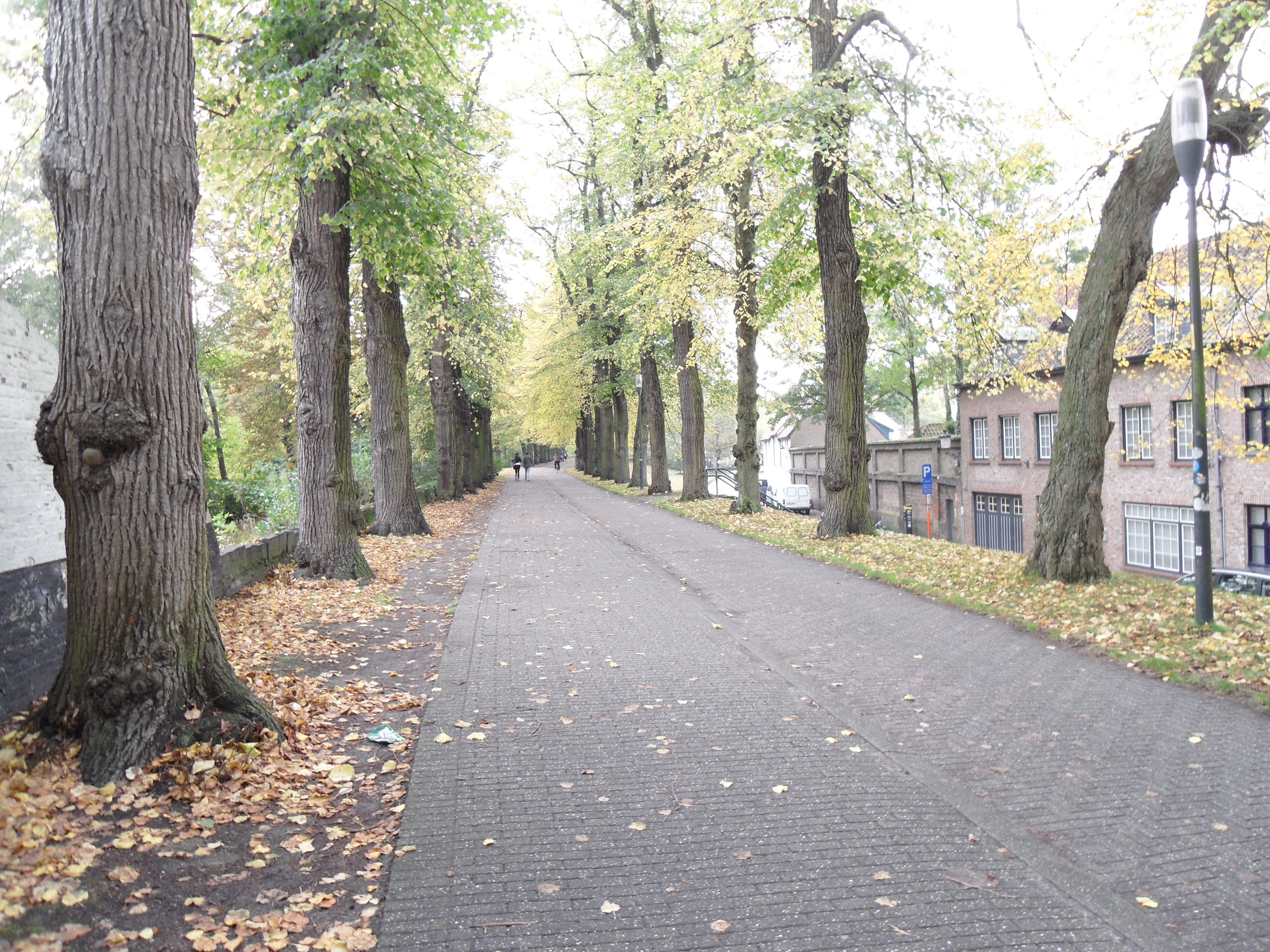
De Katelijnevest

## Beschrijving
Door het graven van de tweede omwalling rond Brugge op het einde van de 13de eeuw, werd de parochie van Sint-Katarina middendoor gesneden. De naam van de parochie werd niet alleen spontaan gebruikt om de straat aan te duiden die vanuit de stad in de richting van de parochiekerk leidde, maar ook voor de vestingen langs beide zijden van de nieuwe gracht was dit het geval: de Katelijnevest en de Buiten Katelijnevest.
De naam Katelijnevest werd vanaf de 13de eeuw spontaan en bestendig gebruikt. Nochtans was het pas omstreeks 1830 dat de naam officieel door het stadsbestuur werd bekrachtigd. Dit gebeurde ongetwijfeld toen naast de eigenlijke vesting een straat tot stand kwam, waar bescheiden huizen werden langs gebouwd en waar een oude molen industriële uitbreiding nam.
De Katelijnevest loopt van de Katelijnestraat tot aan de Begijnenvest.

## Buiten Katelijnevest
Buiten de stadspoorten lag een weg op de zogenaamde 'paallanden' die men Buiten Katelijnevest noemde. Die weg had geen officiële naam en dat leek ook weinig noodzakelijk omdat er niemand woonde en de weg bijna uitsluitend als trekpad voor de schepen werd gebruikt. Pas in 1920 werd door de stad Brugge de naam Buiten Katelijnevest officieel ingevoerd. Er waren toen een paar industrieën langs die weg gevestigd. Thans is de weg opgeslorpt door de stadsring R30.
Deze weg loopt van de Baron Ruzettelaan naar de Vaartdijkstraat.